# Bever (Zwitserland)
Bever (tot 1943 officieel in het Duits Bevers; Italiaans (verouderd): Bevero; Latijn: Beverus) is een gemeente en plaats in het Zwitserse bergdal Oberengadin en behoort tot het kanton Graubünden.
De plaats ligt aan de ingang van het praktisch onbewoonde Val Bever. Hierdoor loopt de Albulaspoorlijn die bij het gehucht Spinas in een tunnel verdwijnt. 's Winters kan er in Bever op beperkte schaal gewintersport worden.
Het belangrijkste bouwwerk van de plaats is de 14de-eeuwse kerk met zijn bijzonder hoge toren.